# Max Illingworth
Max Illingworth (* 5. November 1992 in Sydney) ist ein australischer Schachspieler.
Im Jahr 2009 wurde er Dritter bei Commonwealth Chess Championship in Singapur. Die australische Einzelmeisterschaft konnte er zweimal gewinnen: 2014 und 2018. Außerdem gewann er zweimal die Schachmeisterschaften von Ozeanien: 2015 und 2019. Er spielte für Australien bei vier Schacholympiaden: 2012 bis 2018.
Beim Schach-Weltpokal 2015 scheiterte er in der ersten Runde an Pentala Harikrishna.
Im Jahre 2012 wurde ihm der Titel Internationaler Meister (IM) verliehen. Der Großmeister-Titel (GM) wurde ihm 2014 verliehen. Seit 2014 trägt er den Titel eines FIDE-Trainers.
Er wurde dreimal mit der Steiner-Medaille geehrt (2011, 2013 und 2015).
| Hier fehlt eine Grafik, die leider im Moment aus technischen Gründen nicht angezeigt werden kann. Wir arbeiten daran! |

## Veröffentlichungen
- Dismantling the Sicilian - New and Updated Edition: A Complete Modern Repertoire for White. New in Chess, 2017, ISBN 978-9056917524. (mit Jesús de la Villa)